# オールスパーク (企業)

ロゴ

オールスパーク（Allspark）は、アメリカ合衆国の製造・流通会社。2009年3月6日に設立。
エンターテインメント・ワンに吸収され、同社は2020年10月9日に廃止。

## フィルモグラフィ

### アニメーション
- パウンド・パピーズ
- マイリトルポニー〜トモダチは魔法〜
- ザ・アドベンチャーズ・オブ・チャック&フレンズ
- 超ロボット生命体 トランスフォーマー プライム
- 小さなペットショップ
- トランスフォーマー アドベンチャー
- トランスフォーマー サイバーバース
- マイリトルポニー: ポニーライフ
- トランスフォーマー:ウォー・フォー・サイバトロン・トリロジー
- ゾイドワイルド
- ツリーハウスたんていだん（シーズン2のみ）

### 映画
- トランスフォーマー (2007年の映画)
- トランスフォーマー/リベンジ
- G.I.ジョー (映画)
- トランスフォーマー/ダークサイド・ムーン
- バトルシップ (映画)
- G.I.ジョー バック2リベンジ
- トランスフォーマー/ロストエイジ
- 呪い襲い殺す
- ウィジャ ビギニング 〜呪い襲い殺す〜
- トランスフォーマー/最後の騎士王
- 映画マイリトルポニー プリンセスの大冒険
- バンブルビー (映画)

### テレビドラマ
- パワーレンジャー・ビーストモーファーズ